# Stefan Witenberg

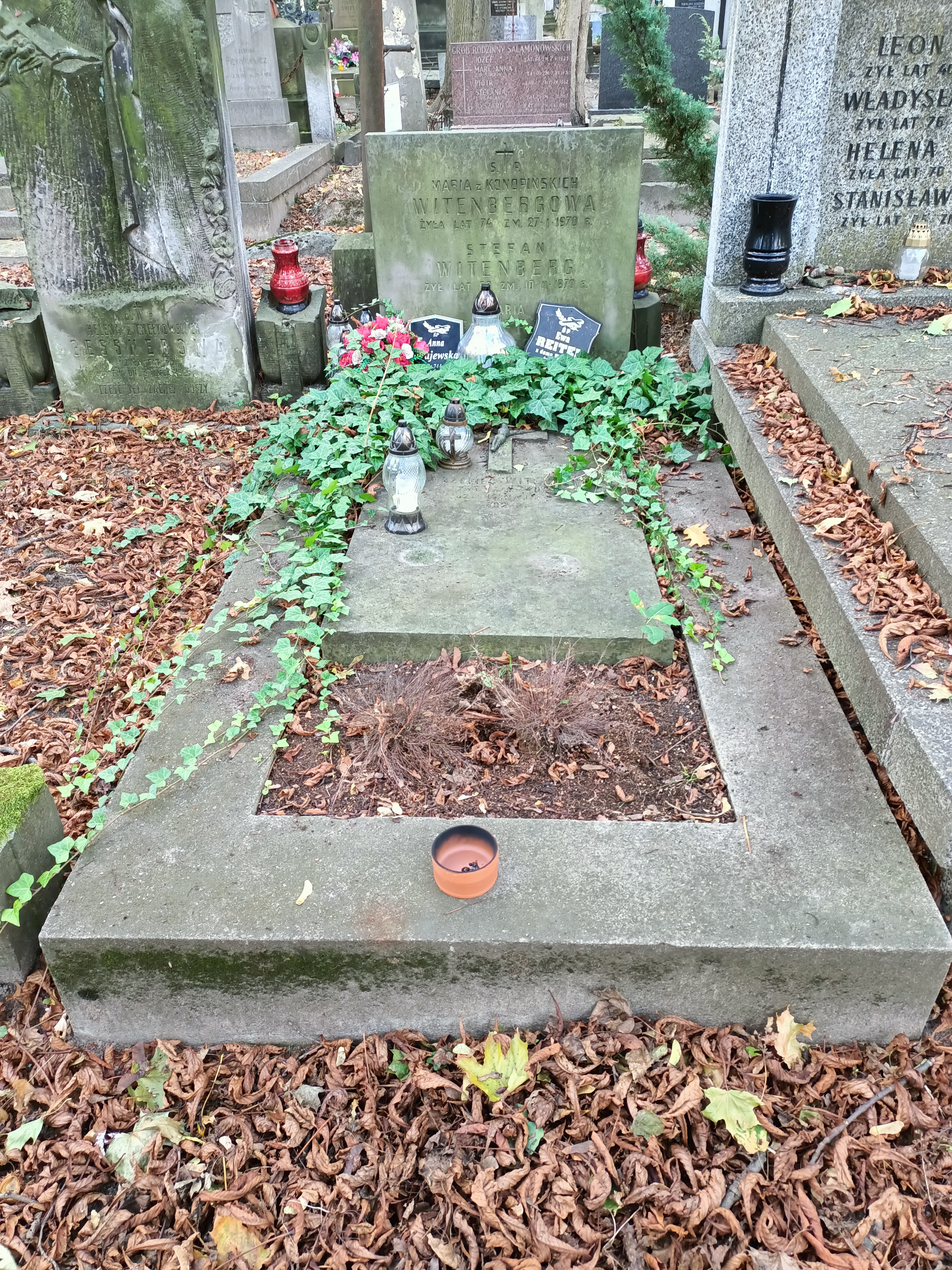
Grób Stefana Witenberga na Cmentarzu Powązkowskim w Warszawie

Stefan Witenberg (ur. 4 lutego 1912 w Warszawie, zm. 10 lutego 1970 w Warszawie) – polski lekkoatleta, siatkarz, śpiewak operowy.
Absolwent Technikum Kreślarsko-Zdobniczego w Warszawie. 
W latach 1930-1939 był zawodnikiem Polonii Warszawa. W 1931 zdobył mistrzostwo polski w biegu przełajowym z przeszkodami. W 1936 zdobył drugie miejsce w rozgrywkach o puchar Polskiego Związku Gier Sportowych W 1937 zdobył mistrzostwo polski w siatkówce a w 1938 zdobył 3. miejsce.
W trakcie II wojny światowej więzień obozu koncentracyjnego w Mauthausen. Po wojnie śpiewak operowy. Został pochowany na Cmentarzu Powązkowskim w Warszawie (kwatera 214, rząd 4, miejsce 13.

## Źródła
- Henryk Kurzyński, Stefan Pietkiewicz, Marian Rynkowski, Od Adamczaka do Zasłony - Leksykon lekkoatletów polskich okresu międzywojennego - mężczyźni, Warszawa 2004, s. 237
- Informacja o Stefanie Witenbergu w Ecyklopedii Polonii Warszawa
- Piotr Karkosik, Siatkarze na mistrzowskim tronie, "Polonia Ole!"